# شاين ديل روزاريو
شاين ديل روزاريو (بالإنجليزية: Shane del Rosario)‏ هو ملاكم تايلندي أمريكي، ولد في 23 سبتمبر 1983 في هاكيندا هايهتس في الولايات المتحدة، وتوفي في 9 ديسمبر 2013 في شاطئ نيوبورت في الولايات المتحدة بسبب نوبة قلبية.

## وصلات خارجية
- شاين ديل روزاريو على موقع يو إف سي (الإنجليزية)
- شاين ديل روزاريو على موقع شيردوغ (الإنجليزية)
- شاين ديل روزاريو على موقع Tapology.com (الإنجليزية)
- شاين ديل روزاريو على موقع IMDb (الإنجليزية)
- شاين ديل روزاريو على موقع قاعدة بيانات الفيلم (الإنجليزية)